# Вътрешни болести
Вътрешни болести е медицинска специалност, която се занимава с профилактиката, диагностиката, терапията и рехабилитацията при болести на дихателната система (Пулмология), на сърцето и кръвообращението (Кардиология), на храносмилателните органи (Гастроентерология), на бъбреците и отвеждащите пътища отделителната система (Нефрология), на кръвта и кръвообразуващите органи (Хематология), на кръвоносните съдове (Ангиология), на метаболизма и на жлезите с вътрешна секреция (Ендокринология), на имунната система (Имунология), на съединителната тъкан (Ревматология), на инфекциозните болести (Инфектология) и отравянията (Токсикология), както и на туморите (Онкология). Поради бързото развитие на подспециалностите на вътрешната медицина класическите интернисти (специалисти по вътрешни болести) се изместват от съответните специалисти

## Подспециалности
- Ендокринология
- Имунология
- Гастроентерология
- Гериатрия
- Инфекциозни заболявания
- Кардиология
- Онкология
- Нефрология
- Ревматология
- Пулмология
- Хематология

## Методи на изследване на вътрешните болести
- Анамнеза
- ЕКГ
- Ултразвук
  - Доплерово изследване
  - Ехокардиография
  - Трансезофагеална ехокардиография
- Ендоскопия
- Лабораторни изследвания
- Изследвания на костен мозък
- Катетеризация на сърцето
- Изследване на белодробната функция

и др.
Методите на изследване на специалността вътрешни болести показват през последните години тенденция да стават по-инвазивни (сравними с малки операции). Това важи най-много за специалностите Кардиология и Гастроентерология.